# Smurfs: The Lost Village
Smurfs: The Lost Village (Los Pitufos en la aldea perdida en Hispanoamérica y Los pitufos: La aldea escondida en España, anteriormente conocida como Get Smurfy) es una película estadounidense de animación  por computadora y aventura - comedia dirigida por Kelly Asbury, escrita por Karey Kirkpatrick y Chris Poche y producida por Sony Pictures Animation. Es el tercer largometraje de Sony Animation sobre la base de Los Pitufos, serie de cómics creada por el historietista belga Peyo, y un reinicio de la película de Sony en vida real y el ciclo de cine de animación. La película es protagonizada por Demi Lovato como Pitufina, Rainn Wilson como Gargamel y Mandy Patinkin como Papá Pitufo. La película fue estrenada el 7 de abril de 2017.

## Reparto y doblaje
| Personaje        | Actor de voz original | Actor de doblaje          | Actor de doblaje |
| ---------------- | --------------------- | ------------------------- | ---------------- |
| Pitufina         | Demi Lovato           | Macarena García           | Paty Cantú       |
| Gargamel         | Rainn Wilson          | Jordi Sánchez             | Ariel Miramontes |
| Pitufo Fortachón | Joe Manganiello       | Juan Amador Pulido        | Salvador Zerboni |
| Pitufo Tontín    | Jack McBrayer         | Roger Isasi-Isasmendi     | Kalimba Marichal |
| Pitufo Filósofo  | Danny Pudi            | Luis Piedrahíta           | Apio Quijano     |
| Papá Pitufo      | Mandy Patinkin        | Luis Mas                  | José Luis Orozco |
| Pitufisauce      | Julia Roberts         | Eva Hache                 | Cony Madera      |
| Pitufitormenta   | Michelle Rodriguez    | Blanca Hualde (Neri)      | Jessica Ortiz    |
| Pitufirretoño    | Ellie Kemper          | Cecilia Santiago          | Mariana Ortiz    |
| Pitufilirio      | Ariel Winter          | Claudia Caneda            | Verania Ortiz    |
| Pitufimelodía    | Meghan Trainor        | Vera Bosch                | Linel Puente     |
| Pitufo Pastelero | Gordon Ramsay         | Nano Castro               | Emmanuel López   |
| Pitufo Gruñón    | Jake Johnson          | Pablo Ibáñez              | Dafnis Fernández |
| Pitufo Vanidoso  | Tituss Burgess        | Juan Navarro Torelló      | Óscar Flores     |
| Pitufo Bromista  | Gabriel Iglesias      | TBA                       | Omar Basaldua    |
| Pitufo Granjero  | Jeff Dunham           | Francisco Javier Martínez | Óscar Flores     |
| Pitufo Curioso   | Kelly Asbury          | TBA                       | TBA              |

## Argumento
La película empieza con Papá Pitufo narrando la historia de la Aldea, empezando con que hay un pitufo para cada situación. Sin embargo, la única que parece no tener propósito es Pitufina, al ser creada por el malvado hechicero Gargamel utilizando estatuas de arcillas y magia oscura, y siendo transformada por Papá Pitufo.
Pitufina visita a Filósofo, quien prueba un nuevo invento (que permite saber qué es cada pitufo) con Fortachón. Al ver funcionar el invento, Pitufina decide usarlo para intentar saber si el invento es capaz de deducir cuál es su propósito. Sin embargo, el experimento es fallido y la energía producida del invento es absorbida por Pitufina, al ver la desilusión de esta, Fortachón propone un día de diversión para animarla.
Después de un día de diversión con Filósofo, Fortachón y Tontín, Pitufina ve a una criatura azul erguida oculta por una hoja y la sigue directamente hacia el Bosque Prohibido -donde Papá Pitufo le restringe la entrada a los Pitufos-, creyendo que la criatura es un Pitufo. Ella pierde de vista de la criatura, sin embargo, este deja caer un gorro de pitufo solo que de diferente color. Sin embargo, Pitufina es capturada por el pájaro de Gargamel, Monty, y es llevada a su castillo. Gargamel descubre el gorro de pitufo y lo utiliza para tratar de localizar la Otra Aldea de pitufos. Sin embargo, al no saber la localización exacta, su caldero le muestra el dibujo de tres árboles como pista. Filósofo, Fortachón y Tontín logran salvar a Pitufina y regresan a la Aldea, donde son regañados por Papá Pitufo, quien los envía a sus casas.
Sin embargo Pitufina, todavía queriendo encontrar su lugar, se escabulle hacia fuera en la noche y convence a Filósofo, Fortachón y Tontín para venir con ella. Gargamel pronto los descubre tratando de encontrar a la Aldea Perdida y se dirige con su gato Azrael y el pájaro gigante Monty para detenerlos. Siguen el mapa y terminan en varios predicamentos y desventuras, como ser atacados por flores monstruosas y quedar atrapados en una estampida de conejos radiactivos, uno de los cuales se hacen amigos y lo nombran Bucky, que les ayuda en su búsqueda. Se encuentran con Gargamel, Azrael y Monty y después de una persecución, todos caen en un río donde Fortachón y Pitufina convencen a los otros para ayudar a salvar a un Gargamel indefenso. Lo hacen, pero en lugar de agradecerles, sigue intentando capturarlos, pero los cuatro logran evadirlo a él y a sus mascotas.
Mientras tanto, en la aldea de Los Pitufos, Papá Pitufo trata de reconciliarse con Pitufina por sus acciones de la noche anterior, pero pronto descubre que ella, Filósofo, Fortachón y Tontín se han ido lejos del camino rastreado de tierra y se dispone a encontrarlos. De regreso con el grupo de los Pitufos, pronto son capturados por la criatura de la hoja de antes junto con algunos otros y pronto revelan que son Pitufos femeninos. Ellos son llevados a su aldea, que se llama Pitufiarboleada, en los árboles y conocen a todos los Pitufos Femeninos, incluyendo la líder de la aldea llamada Pitufa Sauce; la Pitufa Tormenta, a quien le gusta practicar el tiro con arco; Pitufirretoño, la hiperactiva; la dulce Pitufilirio; y la amante de la música, Pitufimelodía. Todas ellas le dan la bienvenida a los Pitufos, especialmente a Pitufina, a su humilde hogar. Pitufina trata de advertirles a las Pitufas de Gargamel, diciendo que se dirige a la Aldea Perdida para capturarlas a todas. Sin embargo, estas le dicen que el lugar que marcó el caldero, es en realidad un pantano lleno de pirañas. Sin embargo, Pitufo Tormenta junto con Tontín van a vigilar a Gargamel, donde ella descubre que Pitufina fue creada por Gargamel.
Antes de que puedan atacarla por ser considerada una traidora, Papá Pitufo aparece, y los pitufos femeninos lo aceptan en su casa. Entonces, Gargamel viene y destruye la Pitufiarboleda, capturando a todos los Pitufos, utilizando unas Bolas de Petrificación. Todos excepto Pitufina, ya que las esferas solo sirven en verdaderos pitufos, y quien ahora está sola, sintiéndose culpable por sus acciones. Sin embargo, Snappy la mascota de Filósofo le muestra una foto de ella y de los demás, y pronto se da cuenta de que no es un verdadero Pitufo, y regresa a la guarida de Gargamel con Snappy y Bucky para salvar a los Pitufos.
En la guarida de Gargamel, donde están todos los Pitufos, Filósofo hace un plan para escapar. Papá Pitufo escucha su plan y él y Pitufisauce deciden ayudarlos. Filósofo, Fortachón, Tontín y algunos de los Pitufos femeninos tienen éxito en el plan hasta que Gargamel y Azrael lo descubren y ponen algunos de los Pitufos femeninos y a Tontín en su Pitufilador, extrayendo su esencia. Pitufina aparece, engañando a Gargamel que ella quiere ser una pitufa malvada de nuevo. Cuando Gargamel trata de convertir a Pitufina en una malvada pitufa de nuevo, se da cuenta de que Pitufina está absorbiendo sus poderes mágicos. La guarida explota, enviando a Gargamel, Azrael y Monty al lago lleno de pirañas. Desafortunadamente, Pitufina ha vuelto a su forma original de la arcilla sin vida. De vuelta en la aldea de los pitufos, todos los Pitufos lloran por la pérdida de Pitufina.
Usando su energía, Pitufina vuelve a la vida y se convierte en un Pitufo de nuevo y todo el mundo celebra. Después de eso, la aldea de los pitufos y la pitufiarboleada se unen entre sí. Pitufina encuentra su propósito, siendo lo que ella quiera ser, en especial, un verdadero pitufo azul.

## Producción

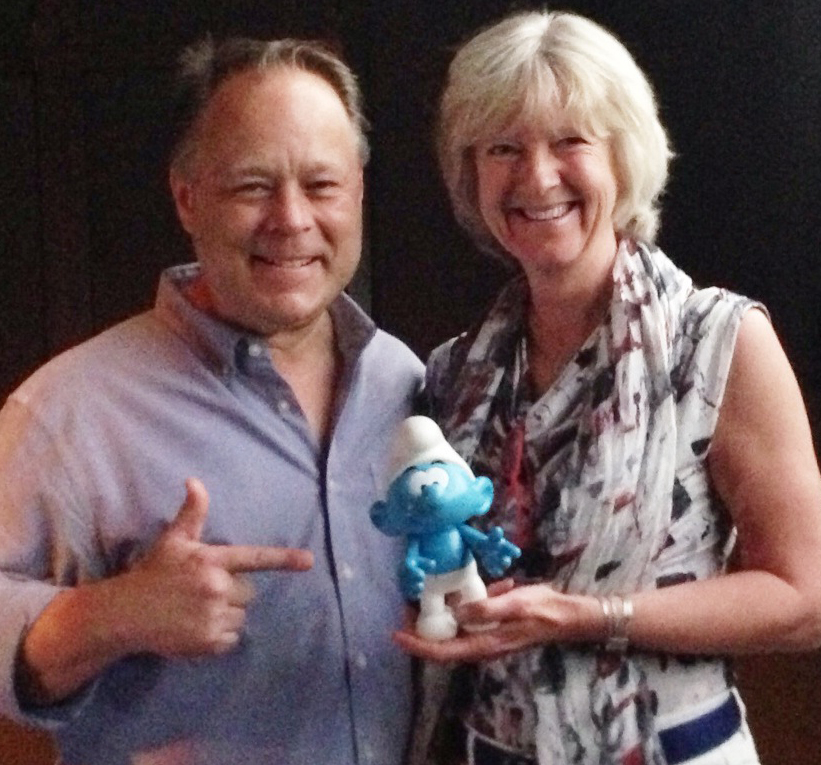
El director Kelly Asbury con la hija de Peyo, Veronique Culliford

El 10 de mayo de 2012, apenas dos semanas después de que se anunció la producción de Los Pitufos 2, Sony Pictures Animation y Columbia Pictures ya estaban desarrollando un guion para Los Pitufos 3 con los escritores Karey Kirkpatrick y Chris Poche. Hank Azaria, que interpreta a Gargamel en la serie, reveló que la tercera película "en realidad podría hacer frente al verdadero origen de cómo y cuando todos estos personajes se toparon el uno al otro en el camino de regreso." A diferencia de las dos primeras películas que mezclan animación por ordenador y acción real, la tercera película será totalmente animada por computadora y no será una secuela. En marzo de 2014, se reveló que Kelly Asbury fue contratado para dirigir la película. Explorando los orígenes de los Pitufos, la comedia-aventura contará con una nueva visión de los personajes, con diseños y ambientes más estrechamente ligados a la obra de arte creada por Peyo. La película es producida por Jordan Kerner y Mary Ellen Bauder, mientras que Asbury fue confirmado como director. El 14 de junio de 2015, Sony Pictures Animation anunció que Get Smurfy será el título oficial de la película.

### Casting
El 16 de enero de 2015, Mandy Patinkin fue incluido al elenco de la película para dar voz a Papá Pitufo, que anteriormente era interpretado por Jonathan Winters en las películas de acción real/CGI. El 14 de junio de 2015, Demi Lovato fue incluida para interpretar a Pitufina y Rainn Wilson como Gargamel.

## Estreno
La película se fijó inicialmente para ser estrenado el 14 de agosto de 2015, pero el 1 de mayo de 2014, fecha de lanzamiento de la película, el reboot fue nuevamente movido para su estreno el 5 de agosto de 2016. En marzo de 2015, la fecha de estreno fue de nuevo movida para el 31 de marzo de 2017. En marzo de 2016 finalmente la película fue reprogramada para el 7 de abril de 2017.

## Recepción
La película recibió críticas negativas, en el sitio web Rotten Tomatoes tiene una puntuación del 40% basada en 97 críticas, con un índice de aprobación del 4.8/10,según el sitio dijeron:"Pitufos: The Lost Village puede satisfacer a los espectadores muy jóvenes y a los pitufos incondicionales, pero su historia predecible y su animación suave continúan con la reciente racha mediocre de la franquicia.
En el mismo sitio el 54% de la audiencia apoyo la película.
En Metacritic la película tiene 40 puntos de 100 basados en 25 críticas, y la audiencia le da una calificación de 5.7.